# Polyphylla barbata
Polyphylla barbata – gatunek chrząszcza z rodziny poświętnikowatych i podrodziny chrabąszczowatych. Endemiczny dla hrabstwa Santa Cruz w Kalifornii. Zagrożony wyginięciem.

## Taksonomia
Gatunek ten opisany został przez Monta A. Caziera w 1938 roku. W obrębie rodzaju należy do obejmującego 15 gatunków kompleksu P. diffracta.

## Opis
Ciało długości od 20 do 22 mm, u samic przeciętnie nieco mniejsze niż u samców. Ubarwienie ciemnobrązowe z jasnymi pasami na pokrywach, które dzielić się mogą na plamki. Pokrywy pokryte są nieregularnie rozproszonym, wzniesionym owłosieniem, co wyróżnia ten gatunek od trzech innych, występujących w jego zasięgu wałkarzy, czyli P. nigra, P. crinita i P. decemlineata. Krótkie, podniesione włoski obecne są również na pygidium.

## Biologia i ekologia
Dorosłe chrząszcze spotyka się od maja do sierpnia (głównie od środka czerwca do późnego lipca), a sezon ich aktywności trwa około 12 tygodni. Aktywne są o zmierzchu, między 20:45 a 21:30, a resztę czasu spędzają w norkach pod ziemią. Samce fruwają nisko nad ziemią i krzewami, wydając skrzypiące dźwięki i poszukując śladów feromonów wydzielanych przez samicę. Samice są bezskrzydłe, opuszczają glebę tylko na czas kopulacji, po której natychmiast wracają pod ziemię. W przeciwieństwie do pokrewnego P. decemlineata dorosłe najprawdopodobniej nie pobierają pokarmu, o czym świadczą niewielkie narządy gębowe i krótki okres pojawu.
Zapłodnione samice składają jaja prawdopodobnie na dnie norek. Larwy odżywiają się podziemnymi częściami roślin i grzybami mikoryzowymi. Pełny cykl rozwojowy trwać może według różnych autorów rok lub 2-3 lata.

### Siedlisko
Wałkarz ten zasiedla otwarte tereny o piaszczystych glebach i rzadkiej roślinności w obrębie lasów sosny żółtej i chaparralu. Występować może też w silniej porośniętych częściach chaparralu. W jego siedliskach do pospolitych roślin należą orlica pospolita, Diplacus sp., Mimulus sp., trawy i niewielkie rośliny jednoroczne.

## Rozprzestrzenienie
Chrząszcz ten jest endemitem Kalifornii, gdzie występuje wyłącznie w hrabstwie Santa Cruz. Ograniczony jest w swym zasięgu do ekosystemu wydm śródlądowych Zayante sandhills na terenie jednostek administracyjnych Ben Lemond, Mount Hermon i Scotts Valley.

## Zagrożenie i ochrona
Zagrożeniem dla tego gatunku jest utrata siedliska. W wyniku działalności człowieka ponad 40% wydm Zayante zostało utraconych lub przekształconych. Do 1994 roku powierzchnia tych w stanie naturalnym zmalała z 2533 ha do 1459 ha. Do głównych zagrożeń należą: pozyskiwanie piasku, urbanizacja, wykorzystanie terenów w celach rekreacyjnych oraz zabiegi przeciwpożarowe (pożary są niezbędnym elementem funkcjonowania ekosystemów zasiedlanych przez ten gatunek).
Chrząszcz ten ma status zagrożonego (Endangered) według Federal Endangered Species Act (od 1997) oraz status zagrożenia G1 i S1 według NatureServe.